# أوردنانس 25 رطل
أوردنانس كيو إف 25 رطل (بالإنجليزية: Ordnance QF 25 pounder)‏ أو بالاسم الشائع 25 رطل (بالإنجليزية: pounder‏-25) هو مدفع ميدان هاوتزر بريطاني من صنع شركة رويال أوردنانس في إنكلترا، دخل المدفع الخدمة في الجيش البريطاني قبيل الحرب العالمية الثانية والتي أثبت من خلالها مدى كفاءته حيث أعتبر أفضل مدفع ميدان خلال سنوات الحرب وخدم المدفع في الجيش البريطاني حتى العام 1967 ثم أخرج من الخدمة.